# Alexandru Spiridon
Alexandru Spiridon, né le 20 juillet 1960 à Edineț en Moldavie, est un footballeur moldave, devenu entraîneur à l'issue de sa carrière, qui évoluait au poste de milieu offensif. 
Il compte 16 sélections et 2 buts en équipe nationale entre 1991 et 1995.

## Biographie

### Carrière de joueur
Avec le club du Zimbru Chișinău, il remporte cinq championnats de Moldavie.
Avec cette même équipe, il joue deux matchs en Ligue des champions.

### Carrière internationale
Alexandru Spiridon compte 16 sélections et 2 buts avec l'équipe de Moldavie entre 1991 et 1995. 
Il est convoqué pour la première fois par le sélectionneur national Ion Caras pour un match amical contre la Géorgie le 2 juillet 1991, où il marque son premier but en sélection (défaite 4-2). Il reçoit sa dernière sélection le 29 mars 1995 contre l'Albanie (défaite 3-0).

## Statistiques
| Saison                | Club                  | Championnat           | Championnat | Championnat | Coupe(s) nationale(s) | Coupe(s) nationale(s) | Compétition(s) continentale(s) | Compétition(s) continentale(s) | Compétition(s) continentale(s) | Total | Total |
| Saison                | Club                  | Division              | M.          | B.          | M.                    | B.                    | Comp.                          | M.                             | B.                             | M.    | B.    |
| 1977                  | Nistru Kichinev       | D2                    | 5           | 0           | -                     | -                     | -                              | -                              | -                              | 5     | 0     |
| 1978                  | Nistru Kichinev       | D2                    | 2           | 0           | 2                     | 0                     | -                              | -                              | -                              | 4     | 0     |
| 1979                  | Nistru Kichinev       | D2                    | 7           | 0           | -                     | -                     | -                              | -                              | -                              | 7     | 0     |
| 1980                  | Nistru Kichinev       | D2                    | 28          | 2           | 6                     | 3                     | -                              | -                              | -                              | 34    | 5     |
| 1981                  | Nistru Kichinev       | D2                    | 13          | 0           | 4                     | 1                     | -                              | -                              | -                              | 17    | 1     |
| Sous-total            | Sous-total            | Sous-total            | 55          | 2           | 12                    | 4                     | -                              | -                              | -                              | 67    | 6     |
| 1982                  | SKA Kiev              | D2                    | 34          | 3           | 5                     | 0                     | -                              | -                              | -                              | 39    | 3     |
| 1983                  | Zaria Vorochilovgrad  | D2                    | 4           | 0           | -                     | -                     | -                              | -                              | -                              | 4     | 0     |
| Sous-total            | Sous-total            | Sous-total            | 38          | 3           | 5                     | 0                     | -                              | -                              | -                              | 43    | 3     |
| 1983                  | Nistru Kichinev       | D1                    | 19          | 0           | -                     | -                     | -                              | -                              | -                              | 19    | 0     |
| 1984                  | Nistru Kichinev       | D2                    | 16          | 0           | 2                     | 0                     | -                              | -                              | -                              | 18    | 0     |
| 1985                  | Nistru Kichinev       | D2                    | 23          | 4           | 2                     | 1                     | -                              | -                              | -                              | 25    | 5     |
| 1986                  | Nistru Kichinev       | D2                    | 27          | 3           | 2                     | 0                     | -                              | -                              | -                              | 29    | 3     |
| Sous-total            | Sous-total            | Sous-total            | 85          | 7           | 6                     | 1                     | -                              | -                              | -                              | 91    | 8     |
| 1987                  | Zaria Beltsy          | D3                    | 22          | 3           | -                     | -                     | -                              | -                              | -                              | 22    | 3     |
| 1988                  | Zaria Beltsy          | D3                    | 33          | 11          | -                     | -                     | -                              | -                              | -                              | 33    | 11    |
| 1989                  | Zaria Beltsy          | D3                    | 40          | 15          | -                     | -                     | -                              | -                              | -                              | 40    | 15    |
| 1990                  | Zaria Beltsy          | D3                    | 38          | 19          | -                     | -                     | -                              | -                              | -                              | 38    | 19    |
| Sous-total            | Sous-total            | Sous-total            | 133         | 48          | -                     | -                     | -                              | -                              | -                              | 133   | 48    |
| 1991                  | Zimbru Kichinev       | D2                    | 32          | 5           | -                     | -                     | -                              | -                              | -                              | 32    | 5     |
| 1992                  | Zimbru Chișinău       | D1                    | 20          | 8           | -                     | -                     | -                              | -                              | -                              | 20    | 8     |
| 1992-1993             | Zimbru Chișinău       | D1                    | 30          | 12          | -                     | -                     | -                              | -                              | -                              | 30    | 12    |
| 1993-1994             | Zimbru Chișinău       | D1                    | 20          | 13          | -                     | -                     | C1                             | 2                              | 0                              | 22    | 13    |
| 1994-1995             | Zimbru Chișinău       | D1                    | 12          | 7           | -                     | -                     | C3                             | 1                              | 0                              | 13    | 7     |
| 1995-1996             | Zimbru Chișinău       | D1                    | 3           | 2           | -                     | -                     | -                              | -                              | -                              | 3     | 2     |
| Sous-total            | Sous-total            | Sous-total            | 117         | 47          | -                     | -                     | -                              | 3                              | 0                              | 120   | 47    |
| 1996-1997             | Tiligul Tiraspol      | D1                    | 7           | 6           | -                     | -                     | -                              | -                              | -                              | 7     | 6     |
| 1997-1998             | Tiligul Tiraspol      | D1                    | 6           | 1           | -                     | -                     | -                              | -                              | -                              | 6     | 1     |
| Sous-total            | Sous-total            | Sous-total            | 13          | 7           | -                     | -                     | -                              | 3                              | 0                              | 16    | 7     |
| Total sur la carrière | Total sur la carrière | Total sur la carrière | 441         | 114         | 23                    | 5                     | -                              | 3                              | 0                              | 467   | 119   |

## Palmarès

### En club
- Avec le Zimbru Chișinău :
  - Champion de Moldavie en 1992, 1993, 1994, 1995 et 1996

### Distinctions personnelles
- Footballeur moldave de l'année en 1992